# Lagerhuis (politiek)

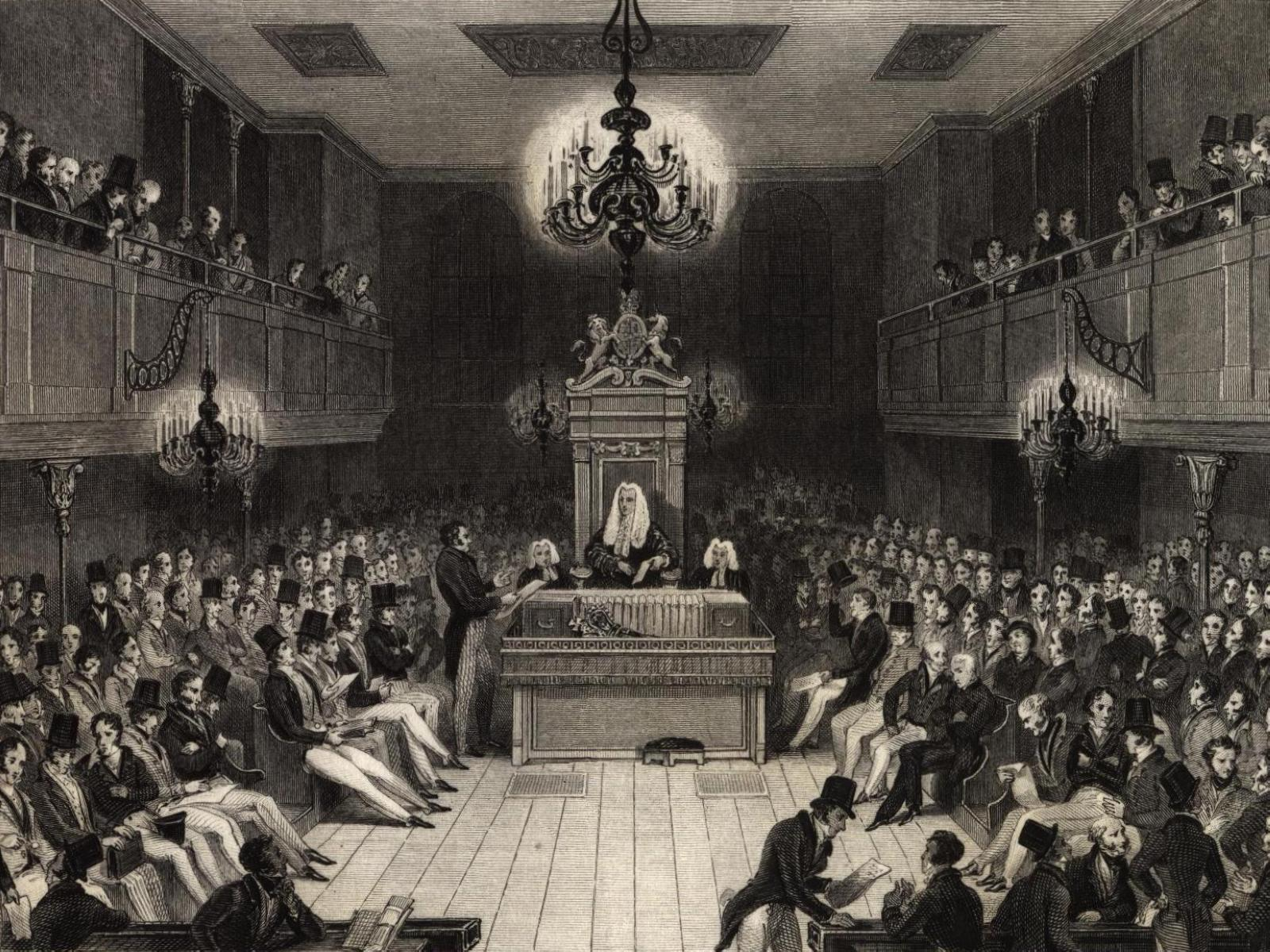
Het Britse Lagerhuis in 1834

Een lagerhuis is een van de twee kamers of huizen in een tweekamerstelsel, de andere kamer is het hogerhuis.
Theoretisch gezien is een lagerhuis ondergeschikt aan een hogerhuis, maar is tegenwoordig in veel landen machtiger dan het hogerhuis. Meestal kan een hogerhuis enkel een veto uitspreken over wetsvoorstellen, maar kan geen amendementen doen. Een land met één huis of kamer is een eenkamerstelsel.

## Lijst van lagerhuizen
| Land                | Naam lagerhuis                    |
| ------------------- | --------------------------------- |
| België              | Kamer van volksvertegenwoordigers |
| Duitsland           | Bondsdag                          |
| Frankrijk           | Assemblée nationale               |
| Ierland             | Dáil Éireann                      |
| Italië              | Camera dei deputati               |
| Nederland           | Tweede Kamer der Staten-Generaal  |
| Oostenrijk          | Nationalrat                       |
| Polen               | Sejm                              |
| Roemenië            | Camera Deputaţilor                |
| Slovenië            | Državni Zbor                      |
| Spanje              | Congreso de los Diputados         |
| Tsjechië            | Poslanecká sněmovna               |
| Verenigd Koninkrijk | House of Commons                  |
| Swaziland           | Huis van Samenkomst               |
| Indonesië           | Volksvertegenwoordigingsraad      |
| Rusland             | Staatsdoema                       |
| Verenigde Staten    | Huis van Afgevaardigden           |
| Zuid-Soedan         | Nationale Wetgevende Vergadering  |